# Hans Rolf Maria Koller
Hans Rolf Maria Koller, häufig nur Rolf Koller oder Rolf M. Koller (* 25. August 1932 in Köln; † 29. April 2015 ebenda), war ein deutscher Maler und Kunstprofessor.

## Leben und Wirken
Koller studierte in Köln zehn Semester Malerei und Freie Kunst an den Kölner Werkschulen bei Wilhelm Teuwen und Friedrich Vordemberge, wurde zum Meisterschüler ernannt und reiste nach seinem Studienabschluss von 1955 bis 1960 durch mehrere europäische Länder. Bis zu seiner Berufung 1963 an die Kölner Werkschulen als Dozent für Aktzeichnen und künstlerische Grundlagen war er als freier Künstler in seiner Heimatstadt Köln tätig.
Anfang der 1970er Jahre wurde er zum Professor für Malerei ernannt und bald bekannt für seine aus Bildketten bestehenden Bilderzyklen, manchmal mit Gesamtlängen von bis zu 100 Metern.
Zyklen: (Auswahl)
- St. Elisabeth in Köln-Höhenberg[1]
- Edith Stein
- Endstation Ubierring 40[2]
- Wir stehen alle unter dem Kreuz
- Die Nacht des Menschen
- Studien zur weiblichen Figur

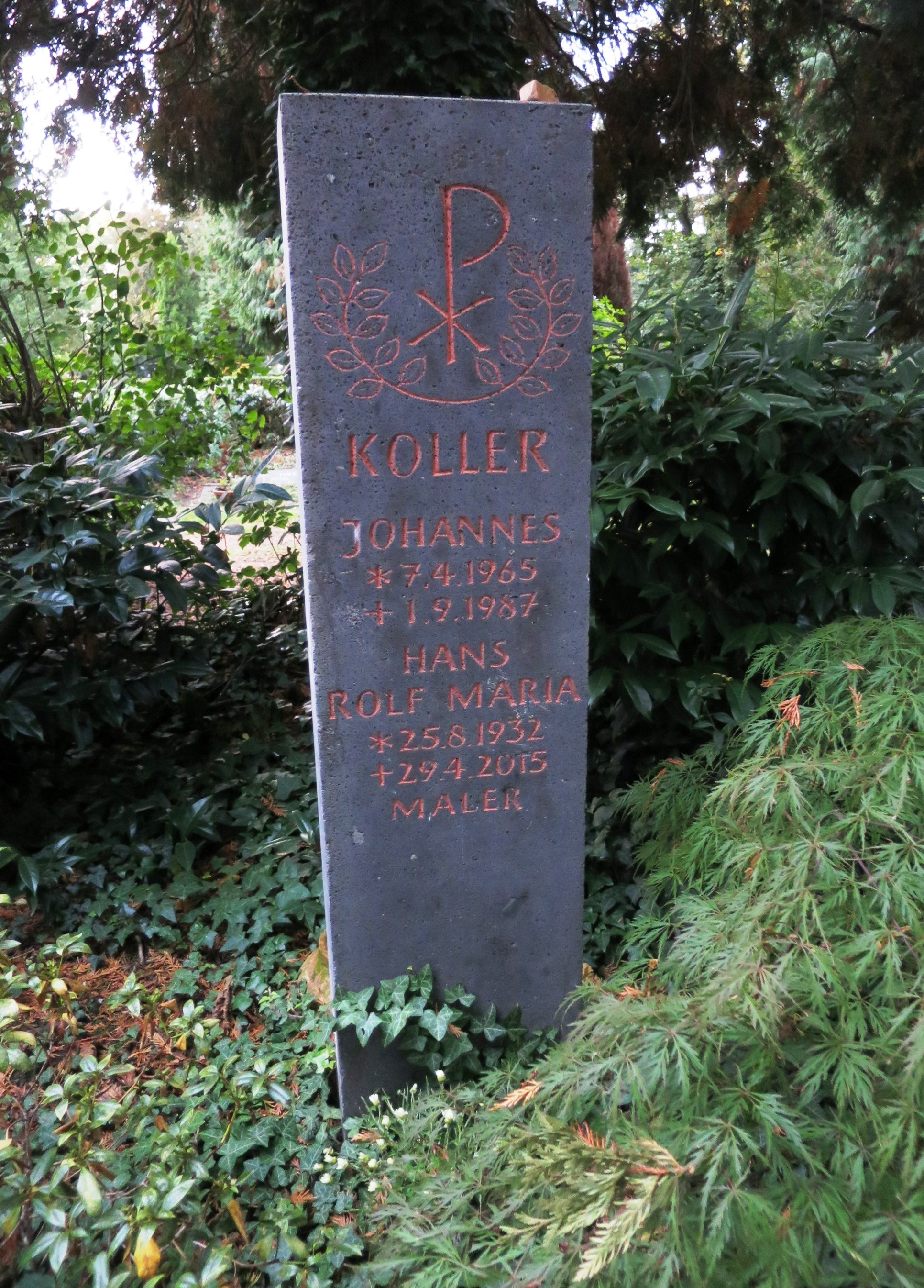
Grab auf dem Friedhof Kalk (2019)

Die sehr umfangreichen Werk-Ketten veröffentlichte er auf Bildträgern, als Video, CD und DVD.
Koller starb 2015 im Alter von 82 Jahren. Seine Grabstätte befindet sich auf dem Kalker Friedhof in Köln-Merheim (Flur 25a Nr. 1/2).

## Sonderausstellungen
- 2025: Kinder, Kinder! Children‘s corner, Kunstraum St. Theodor in Köln-Vingst